# Woenselse Watermolen (buurt)

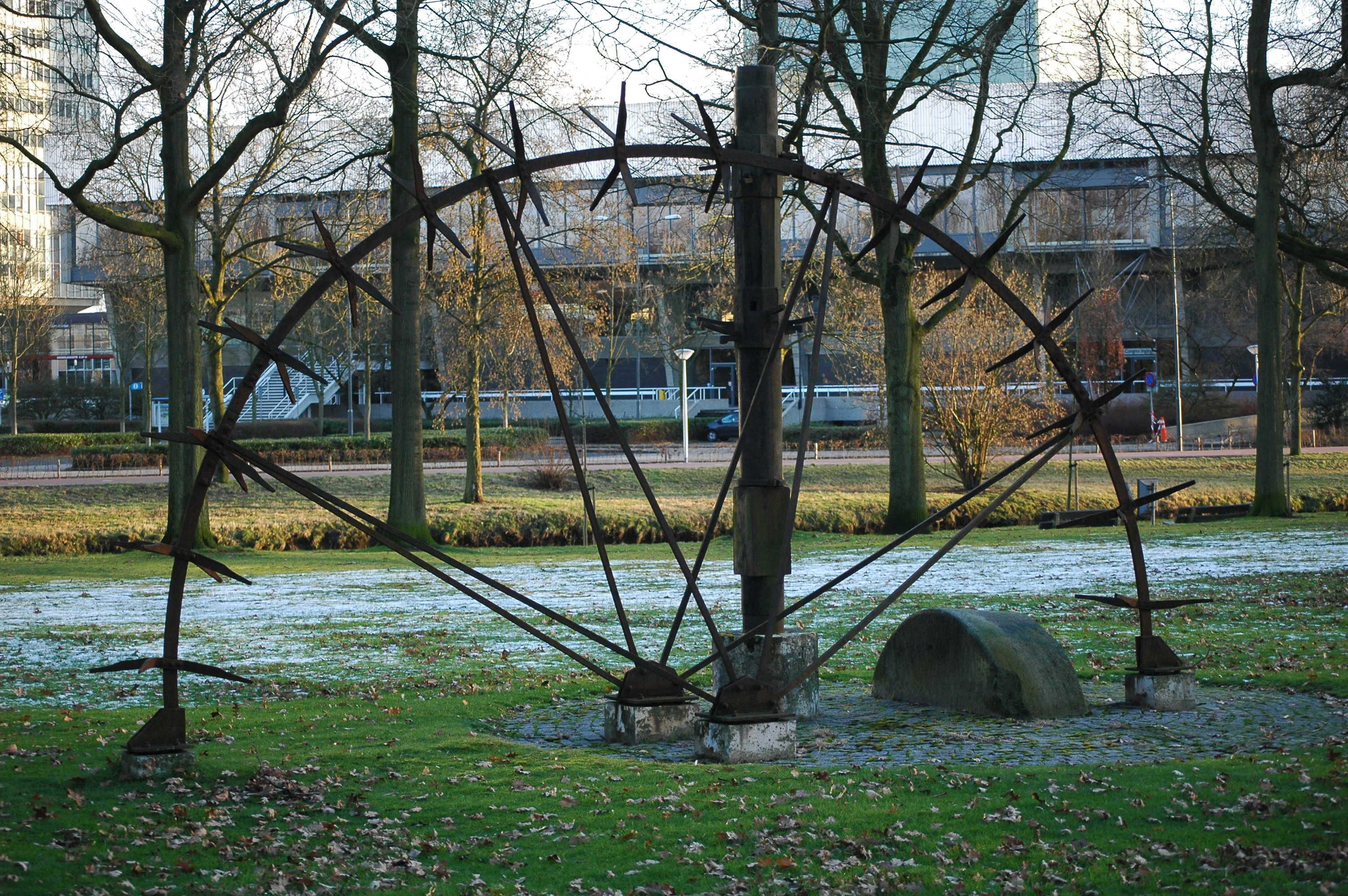
Het monument voor de watermolen. Op de achtergrond de Dommel en daarachter het Auditorium van de Technische Universiteit Eindhoven

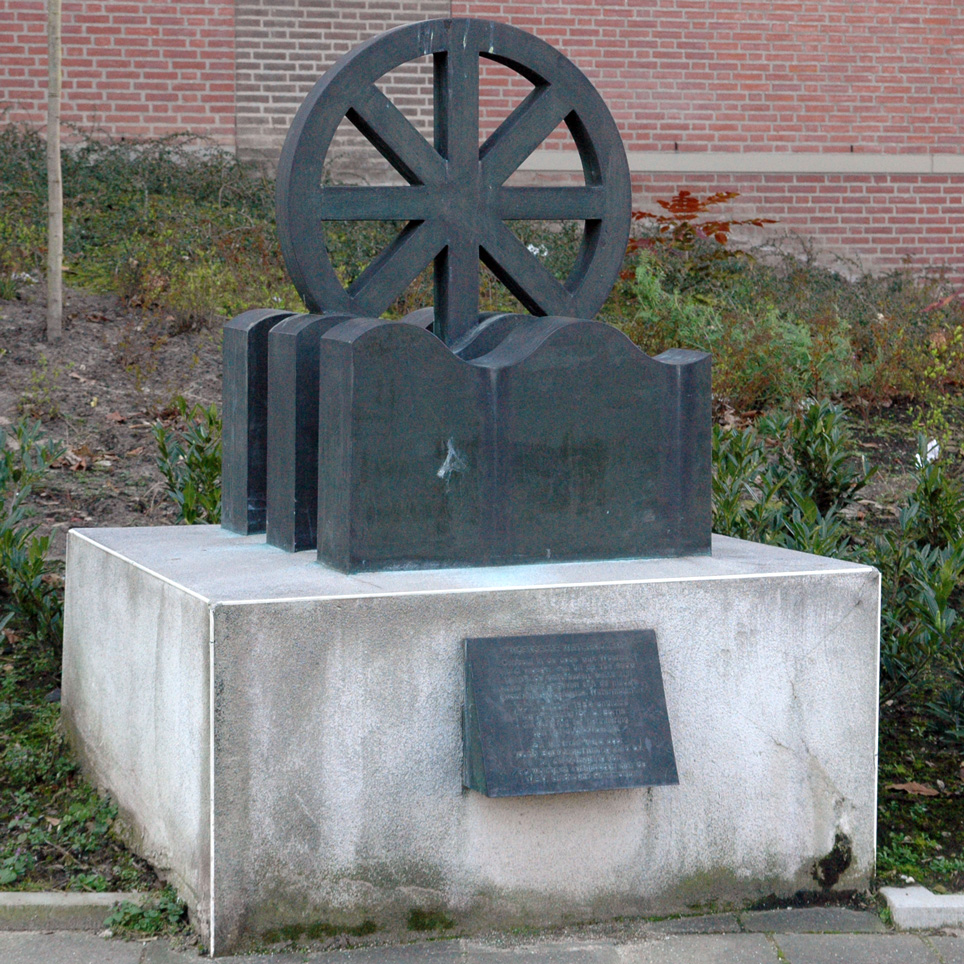
Het kunstwerk aan de Keersoppermolen dat herinnert aan de watermolen

De Woenselse Watermolen is een buurt in de wijk Oud-Woensel van de plaats Woensel in de Nederlandse gemeente Eindhoven. Op 1 januari 2023 telde de buurt 1.610 inwoners, verdeeld over 862 woningen, met een gemiddelde WOZ-waarde van € 348.000, op een oppervlakte van 0,24 km².
De buurt is vernoemd naar de verdwenen Woenselse Watermolen.

## Wijk
In de woonwijk is in 1984 door toenmalig burgemeester Borrie een monument met plaquette onthuld dat herinnert aan deze molen. Het bevindt zich aan de straat Keersoppermolen, niet op de oorspronkelijke plaats van de molen.
De straten in de wijk zijn genoemd naar molens: Opwettensemolen, Rachelsmolen, Stevertsemolen, Santvlietsmolen, Loondermolen, Bisschopsmolen, Venbergsemolen, Keersoppermolen, Borchmolen.